# Алан Пакула
Ала́н Паку́ла (англ. Alan J. Pakula; 7 квітня 1928, Нью-Йорк — †19 листопада 1998, Мелвілл) — американський кінорежисер, продюсер та письменник. Тричі номінувався на премію Оскар.
Алан Пакула народився 7 квітня 1928 року у Нью-Йорку. Батьки — єврейські емігранти з Польщі. Вступив до Єльського університету, після закінчення якого мав намір продовжити сімейний бізнес. Але самостійно у 20 років увійшов до світу кіно, починаючи на студії «Warner Brothers» асистентом продюсера в анімаційному кіно. Пізніше працював на «Paramount Pictures», що допомогло поступово освоїти ази кіномистецтва. Продюсерський дебют Пакули відбувся у 1957 році в роботі над фільмом «Страх виходить». Протягом 8 років Пакула співпрацював з режисером Робертом Малліганом, вищим досягненням їх творчого дуету став фільм «Убити пересмішника» (номінації на Оскар). Режисерським дебютом став фільм «Безплідна зозуля» 1969 року із Лайзою Міннеллі у головній ролі.
У 1971 році вийшов перший фільм з неофіційної трилогії параної — «Клют». Фільм розповідає про приватного детектива та повію (Джейн Фонда здобула премію Оскар). Фільм мав комерційний успіх та позитивні відгуки критиків. Другий фільм «Змова Паралакс» (у головній ролі Воррен Бітті) заплутаний трилер, у якому журналіст Фрейді бореться із таємною корпорацією Паралакс. Нарешті, завершальною частиною трилогії став фільм Уся президентська рать. На думку багатьох критиків ця картина стала однією з найкращих у 70-х роках. Фільм знятий за сценарієм Боба Вудворда та Карла Бернстейна, основаним на подіях Вотергейтської кризи.
Алан Джей Пакула у 35 років одружився з актрисою Гоуп Елайза Росс Лендж, з якою прожив вісім років, другий шлюб з Ганною Кан Бурстин був тривалішим, але перервався його трагічною смертю.
18 листопада 1998 на трасі в «Вольво» Пакули потрапила труба, що відлетіла від чужого авто. Смерть для 70-річного майстра кіно, повного творчих задумів, настала миттєво.

## Нагороди та номінації
| Рік  | Результат | Нагорода або фестиваль                                    | Номінація                      | Фільм                  |
| ---- | --------- | --------------------------------------------------------- | ------------------------------ | ---------------------- |
| 1963 | Номінація | Нагорода Американської академії кіномистецтв «Оскар»      | Найкращий фільм                | Убити пересмішника     |
| 1977 | Номінація | Нагорода Американської академії кіномистецтв «Оскар»      | Найкраща режисура              | Вся президентська рать |
| 1983 | Номінація | Нагорода Американської академії кіномистецтв «Оскар»      | Найкращий адаптований сценарій | Вибір Софії            |
| 1975 | Перемога  | Кінофестиваль в Авориазі                                  | Приз критики                   | Змова «Параллакс»      |
| 1986 | Перемога  | Кінофестиваль в Авориазі                                  | Гран-прі фестивалю             | Коханець зі снів       |
| 1977 | Номінація | Премія Британської академії кіно та телевізійних мистецтв | Найкраща режисура              | Вся президентська рать |
| 1977 | Номінація | Кінопремія «Золотий глобус»                               | Найкраща режисура              | Вся президентська рать |

## Фільмографія
| Рік  | Українською                        | Мовою оригіналу                        | Посада                            |
| 1997 | Власність диявола                  | The Devil's Own                        | режисер                           |
| 1993 | Справа Пелікан                     | Pelican Brief, The                     | режисер, продюсер                 |
| 1992 | За взаємною згодою                 | Consenting Adults                      | режисер, продюсер, автор сценарію |
| 1990 | Презумпція невинності              | Presumed Innocent                      | режисер, продюсер, автор сценарію |
| 1989 | Побачимось вранці                  | See You in the Morning                 | режисер, продюсер, автор сценарію |
| 1987 | Сироти                             | Orphans                                | режисер, продюсер                 |
| 1986 | Коханець зі снів                   | Dream Lover                            | режиссёр                          |
| 1982 | Вибір Софії                        | Sophie's Choice                        | режисер, продюсер, автор сценарію |
| 1981 | Вся ця дурниця                     | Rollover                               | режисер                           |
| 1979 | Почати спочатку (фільм)            | Starting Over                          | режисер, продюсер                 |
| 1978 | Наближаються вершник               | Comes a Horseman                       | режиссёр                          |
| 1976 | Вся президентська рать             | All the President's Men                | режисер, продюсер                 |
| 1974 | Змова «Параллакс»                  | The Parallax View                      | режисер, продюсер                 |
| 1973 | Любов і біль та інша нісенітниця   | Love and Pain and the Whole Damn Thing | режисер, продюсер                 |
| 1971 | Клют                               | Klute                                  | режисер, продюсер                 |
| 1969 | Безплідна зозуля                   | The Sterile Cuckoo                     | режисер, продюсер                 |
| 1968 | Слідами місяця                     | Stalking Moon, The                     | продюсер                          |
| 1967 | Вгору по сходах, що ведуть до низу | Up the Down Staircase                  | продюсер                          |
| 1965 | Внутрішній світ Дейзі Кловер       | Inside Daisy Clover                    | продюсер                          |
| 1965 | Малюк, дощ повинен піти            | Baby the Rain Must Fall                | продюсер                          |
| 1962 | Убити пересмішника                 | To Kill a Mockingbird                  | продюсер                          |
| 1957 | Страх завдає удару                 | Fear Strikes Out                       | продюсер                          |